# Jerzy Zalewski
Jerzy Zenon Zalewski (ur. 11 kwietnia 1960 w Warszawie) – polski reżyser, scenarzysta, producent filmowy, aktor i dziennikarz.

## Życiorys
Absolwent Wydziału Wiedzy o Teatrze PWST w Warszawie i Wydziału Reżyserii na PWSFTviT w Łodzi. Był uczniem Wojciecha Jerzego Hasa, który uratował go przed wyrzuceniem z PWSFTviT.
Jest autorem wielu filmów fabularnych i dokumentalnych, m.in. Oszołom, przedstawiającego historię wykrycia afery FOZZ przez Michała Falzmanna i Obywatel poeta, poświęconego postaci Zbigniewa Herberta. Od połowy 2005 do września 2007 prowadził w TV Puls cykliczny program Pod prąd. Później ten sam program prowadził w telewizji TVP Info, od 2013 w Telewizji Republika. Członek Rady Honorowej magazynu „Obywatel”.
W wyborach parlamentarnych w 2001 bezskutecznie kandydował do Sejmu z listy Prawa i Sprawiedliwości.
Od 2009 Zalewski kręcił film fabularny Historia Roja, czyli w ziemi lepiej słychać. Jego bohaterem jest Mieczysław Dziemieszkiewicz – żołnierz Narodowych Sił Zbrojnych i Narodowego Zjednoczenia Wojskowego. Historia Roja, czyli w ziemi lepiej słychać jest opowieścią o żołnierzach wyklętych, którzy w latach 1944–1951 walczyli z komunizmem. W 2010 ukończono zdjęcia do filmu, ale ze względu na ograniczenie środków finansowych premiera ostatecznie odbyła się 4 marca 2016.

## Filmografia

### Filmy fabularne
- 1972 Na wylot – aktor
- 1992 Czarne słońca – scenariusz, reżyseria
- 1995 Gnoje – scenariusz, reżyseria, produkcja
- 2011 Historia Roja – reżyseria

### Filmy dokumentalne
- 1992: Biała rzeka – reżyseria
- 1993:
  - Tata Kazika – scenariusz, reżyseria
  - Wieża Babel – reżyseria, scenariusz
- 1995:
  - Staszek – scenariusz, reżyseria
  - Oszołom – scenariusz, reżyseria
- 1997: „Był raz dobry świat” – reżyseria, scenariusz
- 2000:
  - Obywatel poeta – scenariusz, reżyseria
  - Serce Europy albo mysz, która ryknęła – reżyseria, scenariusz
- 1999: Dysydent końca wieku – reżyseria
- 2001: Bohaterowie romansu Kisiela – reżyseria, scenariusz
- 2004: Koncert 13 grudnia – reżyseria, scenariusz
- 2005: Teatr wojny – reżyseria, scenariusz
- 2006: Słowa prawdy – reżyseria
- 2007: Elegia na śmierć „Roja” – reżyseria, scenariusz